# قطارات الهولوكوست
كانت قطارات الهولوكوست وسائل نقل بالسكك الحديدية يديرها نظام السكك الحديدية الوطني الألماني تحت إشراف صارم من النازيين الألمان وحلفائهم، لغرض الترحيل القسري لليهود، وكذلك ضحايا الهولوكوست الآخرين، إلى معسكرات الاعتقال النازية، والعمل الجبري ومعسكرات الإبادة.
يقترح المؤرخون المعاصرون أنه بدون النقل الجماعي ‏ للسكك الحديدية، لما كان حجم «الحل النهائي» ممكنًا. تعتمد إبادة الأشخاص المستهدفين في «الحل النهائي» على عاملين: قدرة معسكرات الموت على قتل الضحايا والتخلص بسرعة من أجسادهم، وكذلك قدرة السكك الحديدية على نقل الضحايا من الأحياء اليهودية إلى معسكرات الإبادة. لا تزال الأرقام الأكثر حداثة على مقياس «الحل النهائي» تعتمد جزئياً على سجلات الشحن للسكك الحديدية الألمانية.

## قبل الحرب
حدث الترحيل الجماعي الأول لليهود من ألمانيا النازية في أقل من عام قبل اندلاع الحرب. كان الإخلاء القسري لليهود الألمان مع الجنسية البولندية التي تغذيها ليلة البلور. تم اعتقال حوالي 30.000 يهودي وإرسالهم عبر السكك الحديدية إلى مخيمات اللاجئين. في يوليو 1938، رفضت كل من الولايات المتحدة وبريطانيا في مؤتمر إيفيان في فرنسا قبول المزيد من المهاجرين اليهود. وافقت الحكومة البريطانية على استيعاب شحنة الأطفال التي تم ترتيبها من خلال مخطط Kindertransport، وصول حوالي 10000 في نهاية المطاف إلى المملكة المتحدة. أصبح جميع اليهود الأوروبيين المحاصرين في ظل النظام النازي هدف «الحل النهائي للمسألة اليهودية» لهتلر.

## دور السكك الحديدية في الحل النهائي
خلال مراحل مختلفة من الهولوكوست، استخدِمت القطارات بطرق مختلفة. في البداية، استخدِمت لحشد السكان اليهود في الغيتوات اليهودية، وغالبًا ما نُقلوا إلى العمل القسري ومعسكرات الاعتقال الألمانية بغرض الاستغلال الاقتصادي. في عام 1939، لأسباب لوجستية، حُلّت المجتمعات اليهودية في المستوطنات التي لا تملك خطوطًا للسكك الحديدية في بولندا المحتلة. بحلول نهاية عام 1941، عزلت قوات الأمن الخاصة نحو 3.5 مليون يهودي بولندي ووضعتهم في الغيتوات في عملية ترحيل واسعة النطاق شملت استخدام قطارات الشحن. كان للغيتوات الدائمة روابط مباشرة بالسكك الحديدية، لأن المساعدات الغذائية (التي دفع من أجلها اليهود أنفسهم) كانت تعتمد اعتمادًا كليًا على قوات الأمن الخاصة، على غرار جميع معسكرات العمل التي بُنيت حديثًا. مُنِع اليهود قانونًا من خبز الخبز. عُزلوا عن عامة الناس في مئات من جزر السجن الافتراضية التي سميت الأحياء السكنية اليهودية أو مناطق سكن اليهود. ومع ذلك، كان النظام الجديد غير قابل للاستمرار. بحلول نهاية عام 1941، لم يكن لدى معظم اليهود الذين يعيشون في الغيتوات اليهودية أي مدخرات للدفع لقوات الأمن الخاصة مقابل المزيد من شحنات الطعام بالجملة. حُلّ هذا المأزق في مؤتمر وانسيي في 20 يناير 1942 بالقرب من برلين، حيث وضِع «الحل النهائي للمسألة اليهودية». وكان ذلك تعبيرًا ملطفًا يشير إلى الخطة النازية لإبادة الشعب اليهودي.
بدأت تصفية الأحياء اليهودية في عام 1942، وأثناء ذلك استخدِمت القطارات لنقل السكان المحكوم عليهم إلى معسكرات الموت. لتنفيذ «الحل النهائي»، جعل النازيون السكك الحديدية الألمانية عنصرًا لا غنى عنه في آلة الإبادة الجماعية، مثلما كتب المؤرخ راؤول هيلبرغ. على الرغم من أن قطارات السجناء أخذت حيزًا ثمينًا، لكنها شملت نطاقًا واسعًا وقصرت المدة التي يجب أن تتم فيها الإبادة. قللت الطبيعة المغلقة تمامًا لعربات الماشية المقفلة والتي ليس لها نوافذ بشكل كبير من عدد ومهارات القوات المطلوبة لنقل اليهود المدانين إلى وجهاتهم. مكّن استخدام السكك الحديدية النازيين من الكذب بشأن «برنامج إعادة التوطين»، وفي نفس الوقت، بناء وتشغيل مرافق غاز أكثر كفاءة تتطلب إشرافًا محدودًا.
أقنع النازيون ضحاياهم أن «حلهم النهائي» هو «إعادة توطين جماعية في الشرق». وقيل للضحايا إنهم نُقلوا إلى معسكرات العمل لدى الإدارة العسكرية في أوكرانيا. في الواقع، منذ عام 1942 فصاعدًا، كانت عمليات الترحيل بالنسبة لمعظم اليهود تعني الموت فقط إما في بيلزك أو خيلمنو أو سوبيبور أو مايدانيك أو تريبلينكا أو أوشفيتز بيركينو. كانت بعض القطارات التي تنقل البضائع إلى الجبهة الشرقية، تحمل عند عودتها شحنات بشرية متجهة إلى معسكرات الإبادة. نُفذت الخطة في أقصى درجات السرية. في أواخر عام 1942، وأثناء محادثة هاتفية، حذر مارتين بورمان السكرتير الخاص لهتلر هاينريش هيملر، الذي أخبره أن نحو خمسين ألف يهودي سبق أن جرت إبادتهم في معسكر اعتقال في بولندا. كتب إنغلبرغ: «لم يُبادوا -صرخ بورمان- فقط جرى إجلاؤهم، إجلاؤهم، إجلاؤهم!»، وأغلق الهاتف.
بعد مؤتمر وانسيي عام 1942، بدأ النازيون في قتل اليهود بأعداد كبيرة في معسكرات الموت التي بُنيت حديثًا في عملية راينهارد. منذ عام 1941، شنت الأينزاتسغروبن، وحدات القتل المتنقلة، بالفعل عمليات إطلاق نار جماعي على اليهود في أوروبا الشرقية. رُحل يهود أوروبا الغربية إما إلى الغيتوات التي أفرِغت من خلال عمليات القتل الجماعي، مثل مذبحة رومبولا لسكان غيتو ريغا، أو أرسلوا مباشرة إلى تريبلينكا، وبيلزك، وسوبيبور، معسكرات الإبادة التي بنيت في ربيع وصيف عام 1942 فقط للإعدام بالغاز. بدأت غرف الغاز في أوشفيتز الثاني بيركينو عملها في مارس. وبدأ آخر معسكر للموت، وهو مايدانيك، عمله في أواخر عام 1942.
في وانسيي، قدّرت قوات الأمن الخاصة أن «الحل النهائي» يمكن أن يقضي في النهاية على نحو 11 مليون يهودي أوروبي، تصور المخططون النازيون ضم اليهود الذين يعيشون في دول محايدة وغير محتلة مثل أيرلندا، والسويد، وتركيا، والمملكة المتحدة. تطلبت عمليات الترحيل بهذا الحجم التنسيق بين العديد من الوزارات الحكومية والمنظمات الحكومية الألمانية، بما في ذلك مكتب الأمن الرئيسي للرايخ، ووزارة النقل في الرايخ، ووزارة الخارجية للرايخ. نسق مكتب الأمن الرئيسي للرايخ ووجه عمليات الترحيل، نظمت وزارة النقل جداول القطارات، وتفاوضت وزارة الخارجية مع الدول المتحالفة مع ألمانيا والسكك الحديدية الخاصة بهم حول «التعامل» مع يهودهم.

## الرحلة ونقطة الوصول
بدأت القطارات الأولى المغادرة من وسط ألمانيا في 16 أكتوبر 1941 وعلى متنها اليهود الألمان الذين طردوا إلى الغيتوات في بولندا المحتلة. لم يكن للقطارات التي يُطلق عليها اسم (القطارات الخاصة) أولوية في الحركة، ولم تُنقل إلى الخط الرئيسي إلا بعد مرور جميع وسائل النقل الأخرى، الأمر الذي أدى حتمًا إلى إطالة وقت النقل بما يتجاوز التوقعات.
تألفت القطارات من مجموعات إما من عربات الركاب من الدرجة الثالثة، ولكن بشكل أساسي عربات البضائع أو عربات الماشية أو كليهما، واكتظت الأخيرة بما يصل إلى 150 من المُرحلين، على الرغم من أن العدد الذي اقترحته لوائح قوات الأمن الخاصة هو 50. لم يتوفر الطعام أو الماء. جُهزت عربات النقل بالمراحيض ذات الدلو فقط. توفرت فيها نافذة صغيرة ذات قضبان تهوية غير منتظمة، ما أدى في كثير من الأحيان إلى وفيات متعددة إما من الاختناق أو التعرض للعوامل الخطرة.
في بعض الأحيان، لم يكن لدى الألمان ما يكفي من السيارات الممتلئة الجاهزة لتنطلق بشحنة كبيرة من اليهود إلى المعسكرات، لذلك حُبس الضحايا في الداخل طوال الليل في ساحات التوقف. أيضًا انتظرت قطارات الهولوكوست مرور القطارات العسكرية. استغرق متوسط النقل نحو أربعة أيام. استغرقت أطول عملية نقل في الحرب من كورفو 18 يومًا. وعندما وصل القطار إلى المخيم وفتحت الأبواب، كان الجميع قد لقوا حتفهم بالفعل.
بنت قوات الأمن الخاصة ثلاثة معسكرات إبادة في بولندا المحتلة خصيصًا لعملية راينهارد: بيلزك، وسوبيبور، وتريبلينكا. جُهزت بمنشآت قتل جماعي متطابقة متخفية في غرف استحمام مشتركة. بالإضافة إلى ذلك، طُورت غرف الغاز في عام 1942 في معسكر الاعتقال مايدانيك، وفي أوشفيتز الثاني بيركينو. في اتحاد الجمهوريات الاشتراكية السوفيتية الذي احتلته ألمانيا، وفي معسكر الإبادة في مالي تروستينيتس، استخدِمت عمليات إطلاق النار لقتل الضحايا في الغابة. في خيلمنو، قُتل الضحايا في شاحنات الغاز، التي أدخِل عادمها المعاد توجيهه إلى المقصورات المغلقة في الجزء الخلفي من السيارة. استخدِمت هذه في تروستينيتس أيضًا. لم يكن لأي من هذين المعسكرين خطوط سكك حديدية دولية، لذلك توقفت القطارات في لودز غيتو ومينسك غيتو القريبتين، على التوالي. من هناك نُقل السجناء بالشاحنات. في تريبلينكا، وبيلزك، وسوبيبور، كانت آلية القتل تتكون من محرك احتراق داخلي كبير ينقل أبخرة العادم إلى غرف الغاز عبر الأنابيب. في أوشفيتز ومايدانيك، اعتمدت غرف الغاز على حبيبات زيكلون بي من السيانيد الهيدروجيني، التي جرى صبها عبر فتحات في السقف من العلب المغلقة بإحكام.
قُسم السجناء حسب الفئة بمجرد خروجهم من وسائل النقل. كانوا يفصلون كبار السن، والشباب، والمرضى، والعجزة أحيانًا من خلال الموت الفوري بالرصاص، بينما يجهزون البقية لغرف الغاز. في يوم عمل واحد مدته 14 ساعة، قُتل ما بين 12,000 و15,000 شخص في أي من هذه المعسكرات. كانت سعة محارق الجثث في بيركيناو 20,000 جثة في اليوم.